# 보고타노랑어깨박쥐
보고타노랑어깨박쥐(Sturnira bogotensis)는 주걱박쥐과(신세계잎코박쥐과)에 속하는 남아메리카 박쥐의 일종이다. 콜롬비아와 에콰도르, 페루 그리고 베네수엘라에서 발견되며, 해발 300m와 2000m 사이 지역 특히 운무림 지역에서 서식한다. 과식성 동물로 주로 과일을 먹으며, 꽃꿀과 꽃가루를 먹기도 한다.